# ティークのマゲローネによるロマンス
『ティークのマゲローネによるロマンス』 (ドイツ語: Romanzen aus L. Tieck's Magelone) 作品33は
ドイツの作曲家ヨハネス・ブラームスが作曲した唯一の連作歌曲集である。
ルートヴィヒ・ティークの小説『美しきマゲローネとプロヴァンスのペーター伯爵との不思議な恋物語』に含まれる15編の詩に付曲したもので、
歌曲分野におけるブラームスの代表作のひとつである。

## 作曲の経緯
原作の『美しきマゲローネ』は古くからヨーロッパ各地で知られた物語であり、
ドイツでもティークが1797年に発表した『民俗童話集』に収められた物語のひとつとして19世紀まで愛読されていた。
ブラームスも幼いときから本作に親しんでおり、1847年から48年にかけて父の友人であるギーゼマン家に滞在していたときに、
ギーゼマン家の令嬢であるリーシェンとともに本作を読んでいる。
その後、アガーテ・フォン・ジーベルトとの婚約破談後の1861年に既に結婚したリーシェンと再会した折に、
ブラームスは二人の人生の変化と関連して波乱に富んだ人生を送るマゲローネとペーター伯爵の物語を思い出し、
本作の作曲を思い立った。
作曲の開始は1861年の夏で、ハンブルク近郊のレージング夫人の緑に囲まれた静かな家に滞在している間に
ブラームスは本作に着手している。
1862年5月までに最初の6曲と第13曲が書き上げられており、全体の完成は作曲開始から8年後の1869年である。
出版はリーター=ビーダーマンからで、1865年9月にまず第1集と第2集の6曲が、そして1869年12月に第5集までの残りの9曲が出版された。
ブラームスの親しい友人でバリトン歌手のユリウス・シュトックハウゼンに献呈されており、
シュトックハウゼンによって完成した曲から順次初演された。

## 作品の特徴
『ロマンス』というタイトルで強調される通り、本作はブラームスのより以前の歌曲と比較して
独唱カンタータあるいは情景的楽曲に接近しており、様式的な差異が認められる。
シューベルトやワーグナーの影響を指摘する声もある。
それでも、変奏の原理を応用した書法、ピアノの和声とくに低声部の扱い、控えめな対位法といった
ブラームスの特徴的な様式は保たれている。
本作はティークの小説に含まれる詩のみに付曲したものであり、原作の他のテキストは含まれない。
そのため、この歌曲単体ではストーリーを追うことは困難であり、ナレーターによるテキストの朗読を伴うこともある。

## あらすじ
注：各曲のタイトルは名曲解説ライブラリーによる。
若きプロヴァンス伯爵ペーターは父親が開催した騎士トーナメントの折、
諸国漫遊してきた歌い手に外国を回り見聞を広げるように勧められる（第1曲『後悔した者はいない』）。
そこで外国へ旅立つ意思を固めたペーターは両親を説得する。
母親は初め反対したものの、ペーターの決意を知ると三個の指輪を与え、愛する女性に与える許可を出す。
父親の祝福を受けてひとり旅立ったペーターは意気揚々と古い歌を口ずさむ（第2曲『弓も矢もすでに整い』）。
やがてナポリに辿り着いたペーターは美しいナポリ王女マゲローネのこと、
そして折よく当地にてマゲローネが臨席する騎士トーナメントが開催されることを知る。
ペーターは美しい銀の鍵を兜につけ、身分を隠した状態でトーナメントへ出場する。
そして見事に勝ち進み皆の称賛を得るが、謙虚に自らの名前や身元を秘したままとする。
その姿に見惚れたマゲローネは宴席にてピーターと会話し、自らのもとを訪ねるように言う。
宴席からの帰り道、マゲローネ姫の美しさに惚れ込んだペーターはマゲローネへの思いを歌う（第3曲『苦しみか、喜びか』）。
マゲローネは自室でペーターへの恋心を思い悩み、乳母に相談する。
乳母は姫が見ず知らずの者へ恋心を寄せたことに驚いたものの、マゲローネの思いに心打たれ、
姫の言葉に従い騎士の名前を調べることを約束する。
翌朝乳母が教会を訪れると、件の騎士がお祈りしているところであった。
マゲローネの気持ちを伝えられたペーターは、自らが高貴な家の出であることだけを伝え、
母から受け取った指環のひとつを渡し、それを姫に渡すように乳母に言う。
マゲローネのもとに戻った乳母はペーターの言葉を伝え、ペーターから受け取った指輪と羊皮紙を渡す。
その羊皮紙にはペーターが自らの気持ちを詠んだ詩が認められていた（第4曲『愛ははるかな国から』）。
その詩に心打たれたマゲローネが指輪を紐に通して首にかけて眠りにつくと、
かの騎士がマゲローネの指に指輪をはめる夢を見る。
やがてペーターは再び教会で乳母と会い王女の様子を聞いて喜ぶ。そして第二の指環を乳母に渡す。
乳母はただちにマゲローネのもとに戻り、指輪を渡す。それはマゲローネが夢で見たものと同一の指環であった。
同時に渡された羊皮紙には、やはりペーターの愛の歌が書かれていた（第5曲『あなたは哀れな者を』）。
翌日教会でペーターに会った乳母は、騎士を信頼し、翌日マゲローネと二人きりで会う場を設けると言う。
それを聞いたペーターは茫然とし、自宅へと帰ってからも期待と不安で一杯だった。
翌日、起床したペーターはこれから姫と会うことを思い、落ち着かない心境をリュート片手に歌う（第6曲『あふれる喜び』）。
約束の時間に、秘密の通路を通って乳母の部屋を訪ねたペーターは、そこでマゲローネと再会する。
愛を確かめ合った後、ペーターは第三の指環をマゲローネに捧げる。
別れの時間が来るとペーターは自室へ戻り、幸せに浸りながらリュートを手に歌う（第7曲『唇のふるえはあなたのためか』）。
しかしナポリ王はマゲローネを別の貴族と結婚させたいと考えており、再び騎士トーナメントを開催する。
マゲローネと逢瀬していたペーターは、ナポリ王の意向から逃れるため駆け落ちしたいとマゲローネから告げられる。
その言葉を受け入れたペーターは駆け落ちの準備を進め、自室で馴染みのリュートに対しても別れの歌を歌う（第8曲『余儀ない別れ』）。
その日の夜、マゲローネとペーターは密やかに出立し、海の近くの森を進んだ。
翌日の朝に二人が駆け落ちしたことが明らかになると、ナポリ王は追手を差し向けたが、二人を見つけることはできなかった。
ペーターとマゲローネは幸せに浸りながら進んでいたが、やがてマゲローネが疲れると木陰で休むこととし、
ペーターが子守歌を歌う（第9曲『憩え、いとしい人よ』）。
ペーターは眠るマゲローネの胸元に赤い包みがあることに気づき、その中を見ると彼がマゲローネに渡した三つの指環であった。
それを見てペーターが感動に浸っていると、不意にカラスが飛んできてその指輪を奪って飛び去った。
ペーターは石を投げつつカラスを追いかけるものの、指輪を取り返すことができず、やがて海岸まで出てしまう。
カラスが海の中の岩に指輪を落として去っていったので、ペーターは近くに捨てられていた古い小舟でその岩まで指輪を取りに行こうと試みる。
しかし小舟は波に流されてあらぬ方向へと向かいマゲローネのもとへ戻ることすらできなくなり、
ペーターは絶望に苛まれる（第10曲『あわだつ波よ、ひびきわたれ』）。
目覚めたマゲローネはペーターが自分のもとにいないことに驚き、彼を待つが戻ってこない。
マゲローネは不慮の事故でペーターが戻れなくなったのだと判断し、多くの村や町を通り抜けて一人旅を続ける。
やがて山小屋にすむ羊飼いの老夫婦に出会うと、静かで穏やかなこの場所に住むことに決める。
そこでマゲローネは老夫婦の手伝いや、近くの海岸で難破した人を助けて暮らす。
老夫婦が留守のときにはマゲローネは一人で家に残り、自らの心境を歌う（第11曲『光も輝きも消え失せて』）。
一方のペーターはムーア人の船に捕らえられる。ムーア人たちは彼が若く立派な体格であることに関心し、スルタンに彼を献上する。
スルタンはペーターのことを気に入り、庭番に任命する。
ペーターは一人のときにはマゲローネのことを想い、ツィターを手に歌う（第12曲『悲しい別れに』）。
スルタンのもとでペーターはある程度の自由と周囲からの尊敬を得たが、自らの不幸を嘆き暮らして二年が経った。
スルタンの娘のズリマはペーターに心惹かれ、ペーターに二人で駆け落ちすることを提案する。
ペーターはマゲローネが亡くなったと信じ込んでいたので、これを承諾する。
しかし駆け落ち直前にペーターは夢の中でマゲローネに再会し、自らの愛と信仰を貫くことを決意する。
そして駆け落ちのために用意された小舟に一人で乗り込み海へと漕ぎ出すと、
ズリマが合図のために決めておいた歌を歌うのが聞こえてくる（第13曲『恋人よ、いずこの地に』）。
その頃ペーターの両親は息子から連絡が来ないため彼の消息を案じていた。
そこにさる漁師が大きな魚を献上し、料理人が捌くと魚の腹から母親がペーターに渡した三つの指環が出てくる。
それを見て両親はいつかはペーターと再会できることを確信する。
ズリマの歌が聞こえないところまで来ると、ペーターは勇気を取り戻し、歌いながら大海原へ漕ぎ出す（第14曲『なんと喜ばしく生き生きと』）。
やがてフランスへ向かうキリスト教徒の船に出会い、ペーターは救助される。
しかし小島で休息を取る際に、ペーターはひとり花畑でマゲローネのことを思っていると、彼は眠りに落ちてしまう。
その間に船は出航することになり、船乗りたちはペーターを呼ぶが現れないため、彼を置いて出発してしまう。
やがて小島を訪れた漁師が失神したペーターを発見し、彼を羊飼いの老夫婦のもとへ連れて行くことにする。
漁師たちの言葉に従い羊飼いのもとを訪れたペーターは老夫婦の世話になる。
彼らはまさにマゲローネが身を寄せていた夫婦であり、マゲローネはただちにペーターのことに気づく。
二人は再会を喜び、ペーターの両親のもとに戻り結婚する。
ペーターとマゲローネは再会した場所に宮殿を立て、そこに記念の木を植える。
夫婦は毎年春にその木のもとで喜びの歌を歌い暮らした（第15曲『まことの愛はとこしえに』）。